# Томас Кіббл

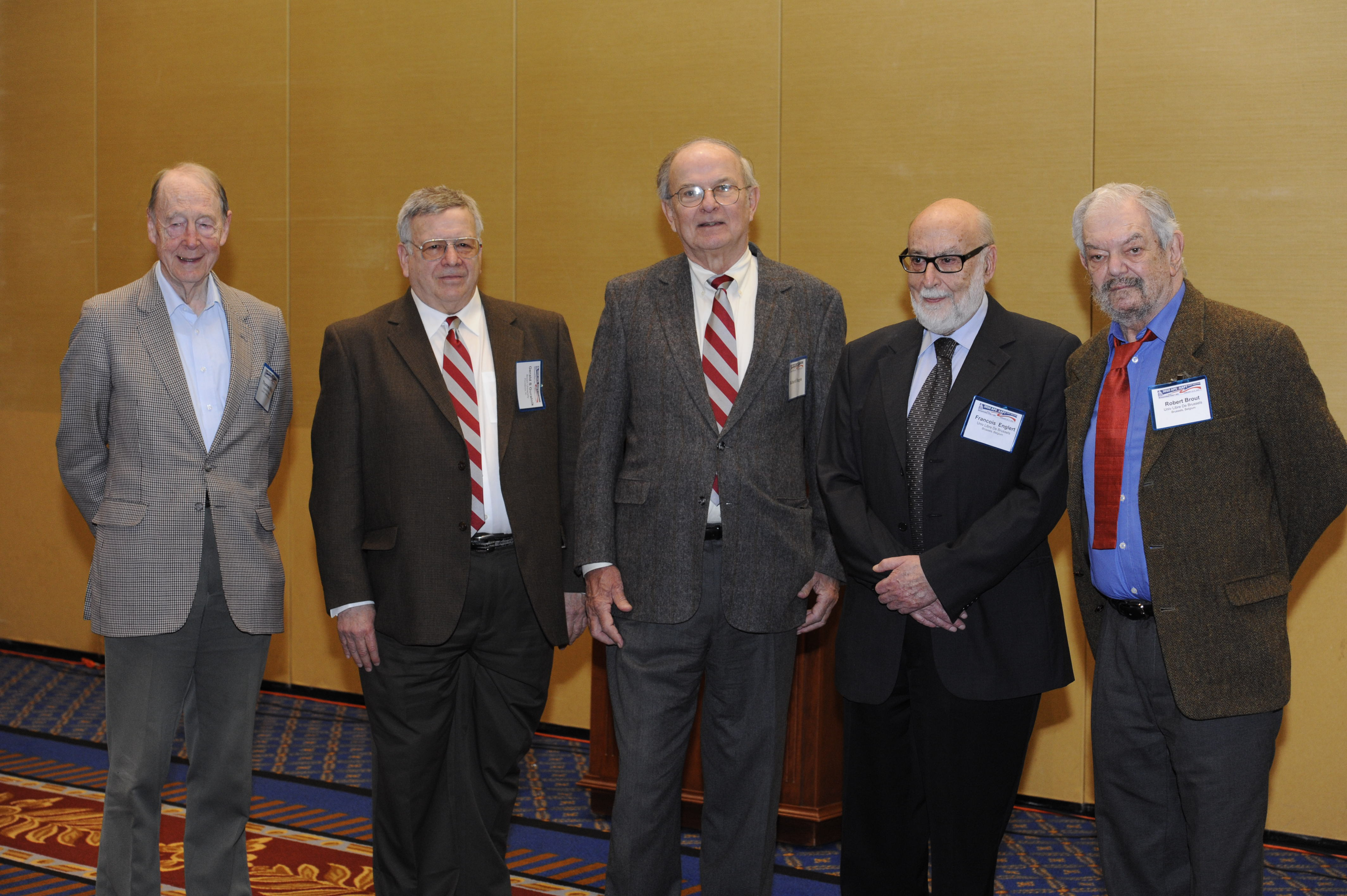
Томас Кіббл, Джеральд Ґуральник, Карл Гаґен, Франсуа Англер і Роберт Браут на церемонії вручення премії Премії Сакураї у 2010 році

Сер Томас Волтер Баннерман Кіббл (/ˈkɪbəl/; 23 грудня 1932 — 2 червня 2016) — британський фізик-теоретик, старший науковий співробітник лабораторії Блекетта та почесний професор теоретичної фізики в Імперському коледжі Лондона. Його дослідницькі інтереси стосувалися квантової теорії поля, особливо взаємодії між фізикою частинок високих енергій і космологією. Він найбільш відомий як один із перших, хто описав механізм Хіггса, а також за дослідження топологічних дефектів. З 1950-х років він був стурбований гонкою ядерних озброєнь, а з 1970 року взяв на себе провідну роль у просуванні соціальної відповідальності вчених.

## Життєпис
Кіббл народився 23 грудня 1932 року в Мадрасі. Він був сином статистика Уолтера Ф. Кіббла та онуком Вільяма Баннермана, офіцера Індійської медичної служби, та письменниці Хелен Баннерман. Його батько був професором математики в християнському коледжі Мадраса, і Кіббл виріс, граючи на території коледжу та розгадуючи математичні головоломки, які ставив йому батько. Він здобув освіту в школі Давтон Коррі в Мадрасі, а потім в Единбурзі, Шотландія, в коледжі Мелвілл і в Единбурзькому університеті. Він закінчив Единбурзький університет зі ступенем бакалавра наук у 1955 році, магістра у 1956 році та доктора філософії у 1958 році.

## Робота
З 1970 року він був професором і старшим науковим співробітником лабораторії Блекетта в Імперському коледжі Лондона, де він був головою фізичного факультету в 1980-х роках, а потім був почесним професором. Він став відомий завдяки своїй роботі з Карлом Р. Хагеном і Джеральдом Гуральником над спонтанним порушенням симетрії як методом масового виробництва векторних бозонів у теоріях Янга-Мілса, важливої основи Стандартної моделі. Пітер Хіггс, а також Франсуа Англер і Роберт Браут, відкрили механізм Хіггса, і також досягли цього незалежно. Він також працював над формуванням структури через топологічні дефекти в космології, такі як космічні струни. Механізм Кіббла-Зурека в космології та фізиці твердого тіла походить від нього та Войцеха Зурека.
У 1961 році разом з Деннісом Шіамою він розробив калібрувальну теорію гравітації з групою Пуанкаре як калібрувальною групою, яка включає теорію Ейнштейна-Картана.

## Публікації
У 1966 році Кіббл разом із Френком Х. Беркширом написав підручник «Класична механіка», починаючи з третього видання, який станом на 2016 рік все ще друкується і зараз має 5-е видання.

## Інтернет-ресурси
- Imperial College People Офіційний сайт
- 2010 J. J. Sakurai Prize for Theoretical Particle Physics Recipient
- Papers written by T. Kibble in the INSPIRE-HEP database
- T. W. B. Papers written by T. Kibble on the Mathematical Reviews website[недоступне посилання з 01.12.2017]
- Papers written by T. Kibble in Physical Review
- Physical Review Letters – 50th Anniversary Milestone Papers
- Imperial College London on PRL 50th Anniversary Milestone Papers